# Зобенко Олександр Григорович
Олександр Григорович Зобенко (10 квітня 1923 — 30 квітня 2005) — український журналіст та літератор. Батько письменниці Марії Зобенко.

## Життєпис
Народився 10 квітня 1923 року в селянській родині на Полтавщині на хуторі Баталей Старо-Коврайської сільради (нині — Чорнобаївського району Черкаської області). Після зселення з хуторів із 1934 року проживав у селі Вереміївка, звідки родом батьки Григорій Васильович і Пріська Данилівна Зобенько. М'який знак у прізвищі напевно загубили в паспортному відділенні. Перед війною на відмінно закінчив середню школу, та мрії про подальше навчання обірвала війна… Пережив і полон, і окупацію, і втечу з концтабору, і остарбайтерство… Учасник другої світової війни.
Після демобілізації з 1947 року мешкав та працював на Прикарпатті — в місті Городенка Івано-Франківської області в редакції райгазети та власкором «Прикарпатської правди».
З 1959 року — на Придніпров'ї, де пов'язав своє життя із Дніпропетровською обласною газетою «Зоря». Спершу був власкором по Новомосковській зоні, а з 1962 і до виходу на пенсію працював заступником редактора цієї газети.
Член Національної Спілки журналістів України.
Людина творчої вдачі, ентузіаст і правдолюбець О. Г. Зобенко багато зробив для розвитку журналістики в регіоні.
Талановитий літератор, який трудився на журналістській ниві майже шість десятиліть.
Після виходу на пенсію понад два десятиліття Олександр Зобенко активно друкувався в газетах і журналах України, серед них — часописи «Березіль», «Бористен», «Кур'єр Кривбасу», газети «Кримська світлиця», «Літературне Придніпров'я», обласна педагогічна «Джерело», «Літературна Україна» та чимало інших.
Співробітничав з ВАТ «Дніпрокнига», підтримував творчі зв'язки із обласною організацією НСПУ. Багато письменників Січеславщини завдячують Олександрові Григоровичу за щирі відгуки та глибокий аналіз нових творів у пресі.
Написав літературний портрет письменника-патріарха Івана Шаповала (в книзі «З любові і муки…») і став упорядником його книги «Козацький батько».
На творчому рахунку О. Зобенка літературний варіант кіносценарію «Плаче кобза…» (Трагедія XX століття).
Підготував рукопис книги оповідань і бувальщин «Срібло на спориші», що є його лебединою піснею… Уважний спостерігач природних див і люблячий Дідусь Овен, як із гумором називав себе за асоціацією зі своїм квітневим гороскопом, Олександр Зобенко видав дві книжечки для дітей — «Тополиний біль» і «Принц — чуйне серце».
Нову, другу книжечку про птахів і звірят «Вухатий мудрагель» Олександр Зобенко уклав самостійно, та до її виходу не дожив…  Помер після важкої хвороби 30 квітня 2005 року.

## Нагороди
Нагороджений багатьма відзнаками: найвища журналістська премія «Золоте перо», орден «Знак Пошани», Почесна Грамота Президії Верховної Ради УРСР.